# Pettstadt
Pettstadt – miejscowość i gmina w Niemczech, w kraju związkowym Bawaria, w rejencji Górna Frankonia, w regionie Oberfranken-West, w powiecie Bamberg. Leży około 8 km na południe od Bamberga, nad rzekami Rauche Ebrach, Aurach i Regnitz, przy drodze B505 i linii kolejowej Ebrach/Schlüsselfeld – Bamberg.

## Dzielnice
W skład gminy wchodzą następujące dzielnice:
- Eichenhof
- Neuhaus
- Schadlos
- Pettstadt

## Demografia
| Rok  | Liczba mieszk. |
| ---- | -------------- |
| 1970 | 1.041          |
| 1987 | 1.411          |
| 2000 | 1.829          |
| 2006 | 1.931          |